# Битка при Фльорюс (1690)
Вижте пояснителната страница за други значения на Битка при Фльорюс.
Битката при Фльорюс се състои на 1 юли 1690 г. в хода на Деветгодишната война. Сражението е между френската армия, начело с маршал дьо Люксамбур, и съюзническа армия от англичани, холандци, испанци и германци, начело с принц Валдек.

## Съотношение на силите
Точният брой на войниците във всяка армия е спорен въпрос, но се приема, че французите са били около 35 000, докато противниците им – 38 – 40 000. Десет големи оръдия на французите съставят важен артилерийски арсенал, с какъвто противниците им не разполагат.

## Ход на битката
Валдек заема силни позиции между селата Апини и Сен Аман, разположени зад големи окопи и допълнително укрепени флангове. Люксамбур решава да го атакува едновременно в центъра и фланговете – дръзко решение, каквото почти никой генерал от това време не би взел. Мощен артилерийски обстрел прикрива придвижването на неговото ляво крило, което успява да заобиколи десницата на Валдек и да се окаже в гръб. Валдек изпраща срещу него резерва, но тогава (пет часа след началото) Люксамбур нарежда атака по цялата дължина на позициите. В този втори етап на битката пробив извършва дясното крило на французите, където е конницата, но той не само, че е спрян, но и командирът му, талантливият граф дьо Гурне, пада убит. Валдек решава да се възползва от настъпилия моментен обрат и изпраща лявото си крило да обходи французите в тил. Така войниците му излизат от силните си позиции и след час от лявото крило не остава нищо. При това положение Валдек вече не може да удържа позициите си и се принуждава да сформира с оцелелите полкове (английски и холандски) защитно каре, което успява да се спаси в близката крепост Меле. Желаещата да отмъсти за своя командир френска конница избива или пленява всички останали. В резултат французите печелят голяма победа при трудни условия и по-малка армия, като пленяват 8000 противници, а убиват и раняват 14 000. Френските жертви са 3000 убити и 3000 ранени.
Люксамбур не доразвива успеха, тъй като получава заповед да поддържа линията с останалите френски армии, но неговата победа има голямо значение първо за неговия престиж като военен лидер, който нараства главоломно, и второ – за разпръскването на илюзията на съюзниците, че е възможно да нахлуят във Франция от север.